# Castejón de Alarba
Castejón de Alarba est une commune d’Espagne, dans la province de Saragosse, communauté autonome d'Aragon comarque de Comunidad de Calatayud.

## Lieux et monuments

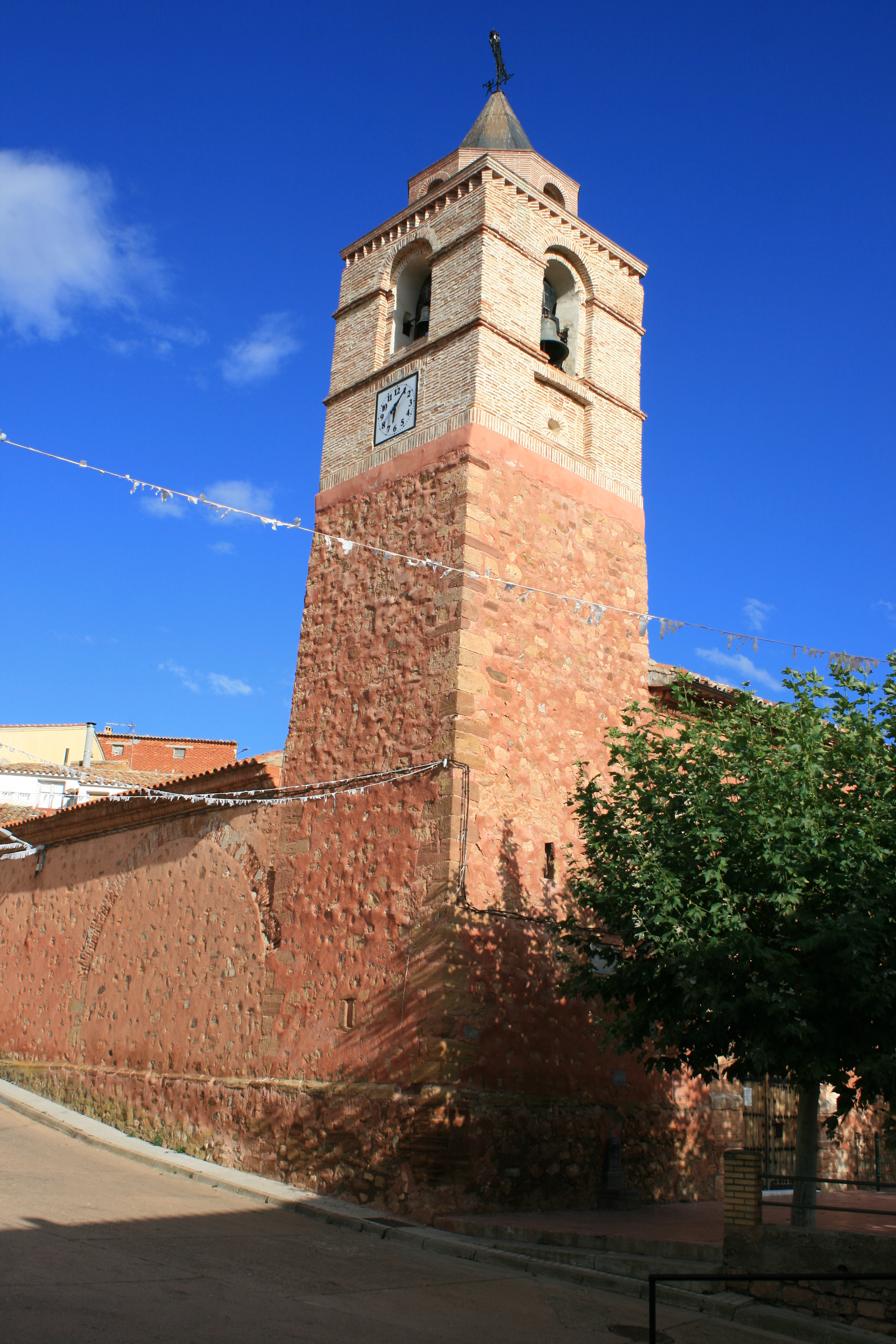
L'église de San Bartolomé.

- Église de San Bartolomé et sa tour de l'horloge.